# روجر ويتفيلد
روجر ويتفيلد (بالإنجليزية: Roger Whitfield) هو دراج بريطاني، ولد في 29 ديسمبر 1943.

## وصلات خارجية
- روجر ويتفيلد على موقع أرشيف الدراجات (الإنجليزية)
- روجر ويتفيلد على موقع أوليمبيديا (الإنجليزية)
- روجر ويتفيلد على موقع اللجنة الأولمبية البريطانية (الإنجليزية)